# Expedición Iskanderkul

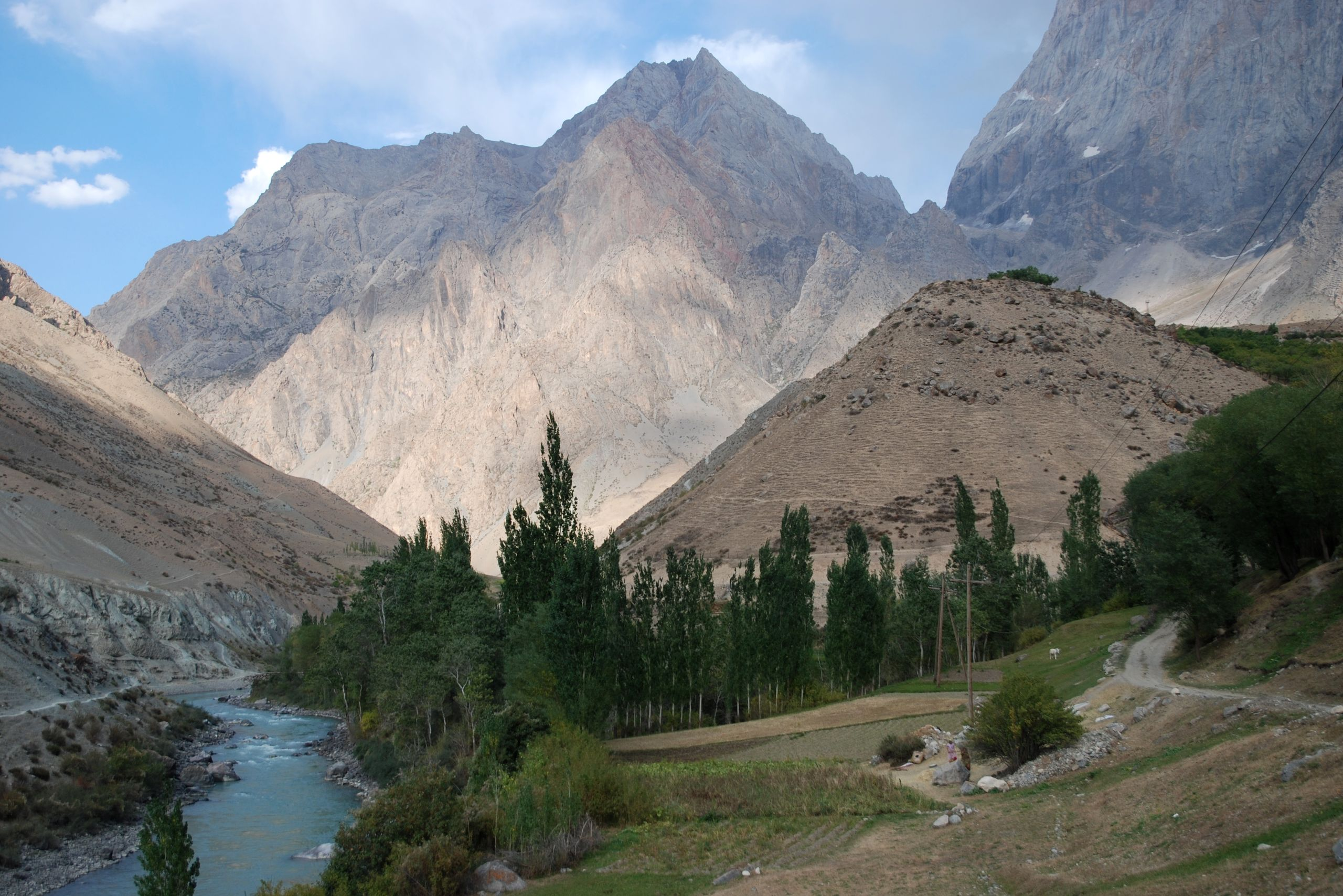
Curso alto del río Yaghnob, en Tayikistán.

La expedición Iskanderkul (en ruso: Искандер-кульская экспедиция) fue emprendida en la primavera de 1870 por las tropas del ókrug de Zeravshán para restablecer el orden sobre los beylicatos del Alto Zeravshán, que estaban enemistados con el emir de Bujará.

## Historia

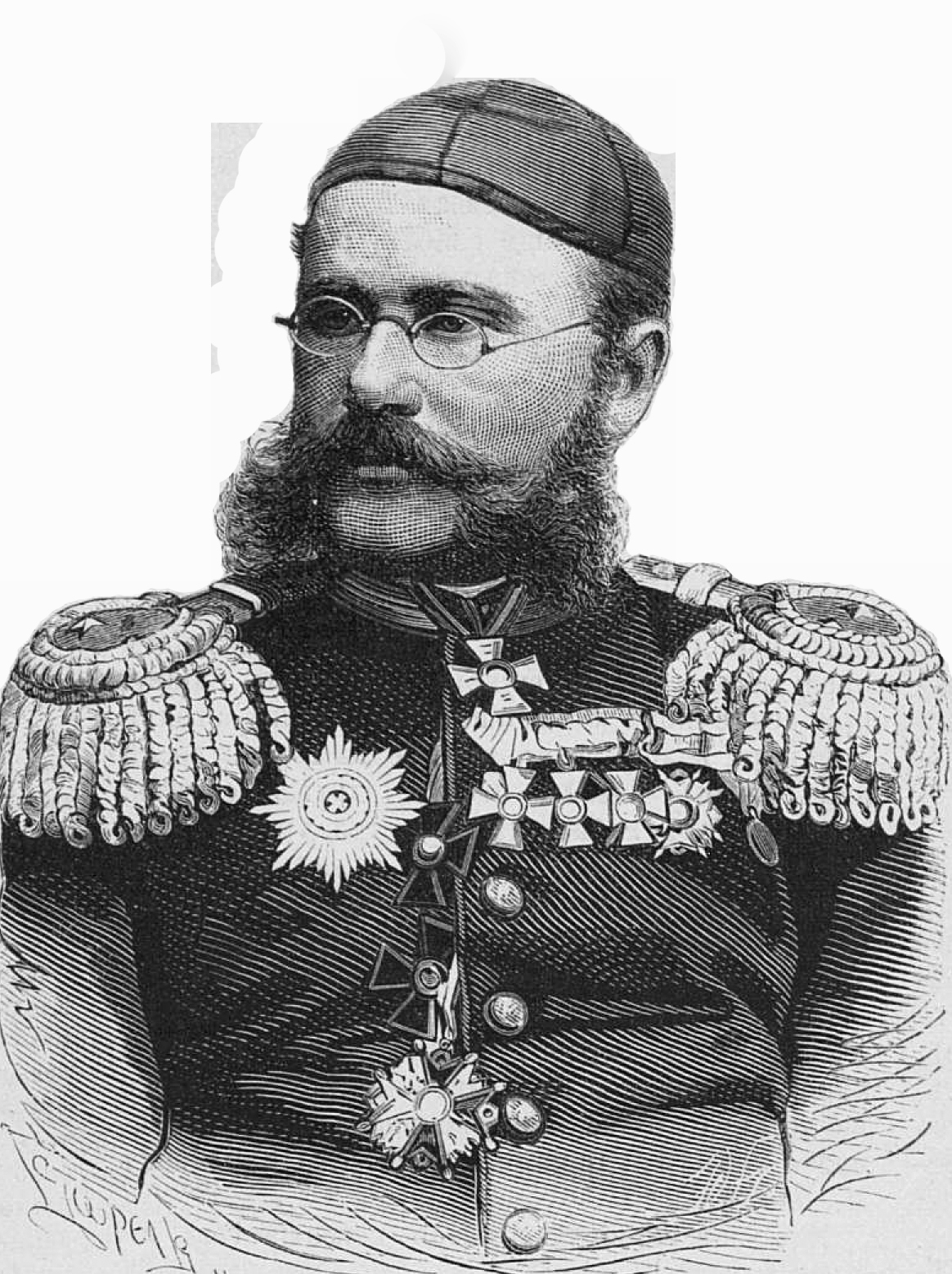
Aleksandr Abrámov.

La expedición fue realizada por 2 destacamentos: el general de división Aleksandr Abrámov y el teniente coronel del Estado Mayor Alekséi Dennett. El 26 de mayo de 1870, Dennett cruzó el paso de Yangi-Sabak, durante el descenso fue recibido por una multitud importante de kirguises, por lo que al no poder ir al valle del Sir Daria, cruzó de regreso y se reunió con Abrámov en el pueblo de Tabushin el 31 de mayo de 1870.
El 5 de junio de 1870, Dennett emprendió nuevamente el mismo camino y, tras alcanzar a la multitud, la dispersó el 9 de junio y capturó 1.500 cabezas de ganado. Abrámov, partiendo el 5 de junio desde la aldea de Varziminor, siguió los ríos Yaghnob y Fan-Daria (Iskander-su), examinó el lago Iskanderkul, el paso de Mura y parte del valle del Yaghnob, desde donde el 24 de junio se trasladó al pueblo de Kshtut. El 25 de junio, en el desfiladero más allá del paso de Kshtut, hasta 2.000 residentes de Kshtut, Magian y Farab se enfrentaron armados al destacamento. Abramov envió fusileros, el ascenso a las alturas de Kulikalán retrasó el movimiento y el enemigo abrió fuego desde las alturas de la izquierda. Abrámov llamó a los fusileros desde las alturas y lanzó un ataque exclusivamente por la izquierda, que pronto fue ocupada, el enemigo se dispersó y el camino posterior quedó completamente libre de obstáculos. En este caso el destacamento tuvo 5 muertos y 32 heridos. Para castigar a la población de Kshtut, Abramov quemó y destruyó 6 aldeas y prohibió a los residentes en asentamientos hostiles venir al bazar del distrito.
La expedición de Iskanderkul permitió anexar a Rusia los territorios de los beylicatos de la montaña: Mastchoh, Falgor, Farab, Maguián y Kshtut, con un total aproximado de 244.000 m2, con 31.500 habitantes.